# Rantau Durian
Rantau Durian is een bestuurslaag in het regentschap Ogan Komering Ilir van de provincie Zuid-Sumatra, Indonesië. Rantau Durian telt 6173 inwoners (volkstelling 2010).